# Hall of Fame Tennis Championships 2006 - Qualificazioni singolare
Le qualificazioni del singolare  dell'Hall of Fame Tennis Championships 2006 sono state un torneo di tennis preliminare per accedere alla fase finale della manifestazione. I vincitori dell'ultimo turno sono entrati di diritto nel tabellone principale. In caso di ritiro di uno o più giocatori aventi diritto a questi sono subentrati i lucky loser, ossia i giocatori che hanno perso nell'ultimo turno ma che avevano una classifica più alta rispetto agli altri partecipanti che avevano comunque perso nel turno finale.
Le qualificazioni del torneo Hall of Fame Tennis Championships 2006 prevedevano 32 partecipanti di cui 4 sono entrati nel tabellone principale.

## Teste di serie
1. Antony Dupuis (primo turno)
2. Benjamin Becker (ultimo turno)
3. Lars Burgsmüller (ultimo turno)
4. Zack Fleishman (secondo turno)

1. Wayne Arthurs (Qualificato)
2. Jesse Witten (secondo turno)
3. Nathan Healey (primo turno)
4. Michael Russell (Qualificato)

## Qualificati
1. Jesse Levine
2. Michael Russell

1. Wesley Whitehouse
2. Wayne Arthurs

## Tabellone

### Legenda
| - Q = Qualificato - WC = Wild card - LL = Lucky loser | - ALT = Alternate - SE = Special Exempt - PR = Protected Ranking | - w/o = Walkover - r = Ritirato - d = Squalificato |

### Sezione 1
|  | Primo turno      | Primo turno          | Primo turno   | Primo turno | Primo turno |  |  | Secondo turno        | Secondo turno        | Secondo turno        | Secondo turno | Secondo turno |   |   | Ultimo turno  | Ultimo turno  | Ultimo turno | Ultimo turno | Ultimo turno |  |
|  |                  |                      |               |             |             |  |  |                      |                      |                      |               |               |   |   |               |               |              |              |              |  |
|  |                  | Aisam-ul-Haq Qureshi | 68            | 6           | 6           |  |  |                      |                      |                      |               |               |   |   |               |               |              |              |              |  |
|  | 1                | Antony Dupuis        | 7             | 3           | 1           |  |  | Aisam-ul-Haq Qureshi | Aisam-ul-Haq Qureshi | Aisam-ul-Haq Qureshi | 5             | 65            |   |   |               |               |              |              |              |  |
|  | Brendan Evans    | Brendan Evans        | 6             | 3           | 6           |  |  | Brendan Evans        | Brendan Evans        | Brendan Evans        | 7             | 7             |   |   |               |               |              |              |              |  |
|  | Phillip Simmonds | Phillip Simmonds     | 4             | 6           | 3           |  |  |                      |                      |                      |               |               |   |   | Brendan Evans | Brendan Evans | 3            | 7            | 5            |  |
|  | Mirko Pehar      | Mirko Pehar          | Mirko Pehar   | 7           | 6           |  |  |                      |                      | Jesse Levine         | Jesse Levine  | 6             | 5 | 7 |               |               |              |              |              |  |
|  | Jeff Williams    | Jeff Williams        | Jeff Williams | 65          | 1           |  |  | Mirko Pehar          | Mirko Pehar          | 6                    | 62            | 4             |   |   |               |               |              |              |              |  |
|  |                  | Jesse Levine         | Jesse Levine  | 6           | 7           |  |  | Jesse Levine         | Jesse Levine         | 3                    | 7             | 6             |   |   |               |               |              |              |              |  |
|  | 7                | Nathan Healey        | Nathan Healey | 3           | 64          |  |  |                      |                      |                      |               |               |   |   |               |               |              |              |              |  |

### Sezione 2
|  | Primo turno    | Primo turno        | Primo turno      | Primo turno | Primo turno |  |  | Secondo turno | Secondo turno   | Secondo turno   | Secondo turno   | Secondo turno |   |   | Ultimo turno | Ultimo turno    | Ultimo turno | Ultimo turno | Ultimo turno |  |
|  |                |                    |                  |             |             |  |  |               |                 |                 |                 |               |   |   |              |                 |              |              |              |  |
|  | 2              | Benjamin Becker    | 6                | 63          | 6           |  |  |               |                 |                 |                 |               |   |   |              |                 |              |              |              |  |
|  |                | Huntley Montgomery | 4                | 7           | 2           |  |  | 2             | Benjamin Becker | Benjamin Becker | 7               | 7             |   |   |              |                 |              |              |              |  |
|  | James Auckland | James Auckland     | James Auckland   | 6           | 7           |  |  |               | James Auckland  | James Auckland  | 5               | 5             |   |   |              |                 |              |              |              |  |
|  | Alex Kuznetsov | Alex Kuznetsov     | Alex Kuznetsov   | 4           | 63          |  |  |               |                 |                 |                 |               |   |   | 2            | Benjamin Becker | 3            | 6            | 4            |  |
|  | Jeff Coetzee   | Jeff Coetzee       | Jeff Coetzee     | 7           | 6           |  |  |               |                 | 8               | Michael Russell | 6             | 4 | 6 |              |                 |              |              |              |  |
|  | Ivo Heuberger  | Ivo Heuberger      | Ivo Heuberger    | 5           | 3           |  |  |               | Jeff Coetzee    | 7               | 1               | 5             |   |   |              |                 |              |              |              |  |
|  | 8              | Michael Russell    | Michael Russell  | 7           | 6           |  |  | 8             | Michael Russell | 65              | 6               | 7             |   |   |              |                 |              |              |              |  |
|  |                | Prakash Amritraj   | Prakash Amritraj | 63          | 4           |  |  |               |                 |                 |                 |               |   |   |              |                 |              |              |              |  |

### Sezione 3
|  | Primo turno       | Primo turno       | Primo turno      | Primo turno | Primo turno |  |  | Secondo turno | Secondo turno     | Secondo turno     | Secondo turno     | Secondo turno     |   |   | Ultimo turno | Ultimo turno     | Ultimo turno     | Ultimo turno | Ultimo turno |  |
|  |                   |                   |                  |             |             |  |  |               |                   |                   |                   |                   |   |   |              |                  |                  |              |              |  |
|  | 3                 | Lars Burgsmüller  | Lars Burgsmüller | 6           | 6           |  |  |               |                   |                   |                   |                   |   |   |              |                  |                  |              |              |  |
|  |                   | Matthew Behrmann  | Matthew Behrmann | 4           | 4           |  |  | 3             | Lars Burgsmüller  | Lars Burgsmüller  | 6                 | 6                 |   |   |              |                  |                  |              |              |  |
|  | Giuseppe Menga    | Giuseppe Menga    | 6                | 5           | 7           |  |  |               | Giuseppe Menga    | Giuseppe Menga    | 3                 | 1                 |   |   |              |                  |                  |              |              |  |
|  | Jordan Kerr       | Jordan Kerr       | 4                | 7           | 64          |  |  |               |                   |                   |                   |                   |   |   | 3            | Lars Burgsmüller | Lars Burgsmüller | 2            | 3            |  |
|  | Wesley Whitehouse | Wesley Whitehouse | 65               | 6           | 7           |  |  |               |                   |                   | Wesley Whitehouse | Wesley Whitehouse | 6 | 6 |              |                  |                  |              |              |  |
|  | Sadik Kadir       | Sadik Kadir       | 7                | 4           | 6           |  |  |               | Wesley Whitehouse | Wesley Whitehouse | 6                 | 6                 |   |   |              |                  |                  |              |              |  |
|  | 6                 | Jesse Witten      | 7                | 1           | 7           |  |  | 6             | Jesse Witten      | Jesse Witten      | 3                 | 2                 |   |   |              |                  |                  |              |              |  |
|  |                   | Michael Yani      | 5                | 6           | 6           |  |  |               |                   |                   |                   |                   |   |   |              |                  |                  |              |              |  |

### Sezione 4
|  | Primo turno   | Primo turno     | Primo turno     | Primo turno     | Primo turno |  |  | Secondo turno | Secondo turno  | Secondo turno  | Secondo turno | Secondo turno |   |   | Ultimo turno | Ultimo turno | Ultimo turno | Ultimo turno | Ultimo turno |  |
|  |               |                 |                 |                 |             |  |  |               |                |                |               |               |   |   |              |              |              |              |              |  |
|  | 4             | Zack Fleishman  | Zack Fleishman  | Zack Fleishman  | W-O         |  |  |               |                |                |               |               |   |   |              |              |              |              |              |  |
|  |               | Robert Kendrick | Robert Kendrick | Robert Kendrick |             |  |  | 4             | Zack Fleishman | Zack Fleishman | 3             | 2             |   |   |              |              |              |              |              |  |
|  | Noam Okun     | Noam Okun       | 7               | 65              | 6           |  |  |               | Noam Okun      | Noam Okun      | 6             | 6             |   |   |              |              |              |              |              |  |
|  | Rohan Bopanna | Rohan Bopanna   | 63              | 7               | 2           |  |  |               |                |                |               |               |   |   |              | Noam Okun    | Noam Okun    | 1            | 5            |  |
|  | Tim Smyczek   | Tim Smyczek     | 6               | 2               | 6           |  |  |               |                | 5              | Wayne Arthurs | Wayne Arthurs | 6 | 7 |              |              |              |              |              |  |
|  | Rahim Esmail  | Rahim Esmail    | 3               | 6               | 4           |  |  |               | Tim Smyczek    | 5              | 6             | 3             |   |   |              |              |              |              |              |  |
|  | 5             | Wayne Arthurs   | Wayne Arthurs   | 6               | 7           |  |  | 5             | Wayne Arthurs  | 7              | 2             | 6             |   |   |              |              |              |              |              |  |
|  |               | Scott Oudsema   | Scott Oudsema   | 3               | 63          |  |  |               |                |                |               |               |   |   |              |              |              |              |              |  |